# 玄関マット

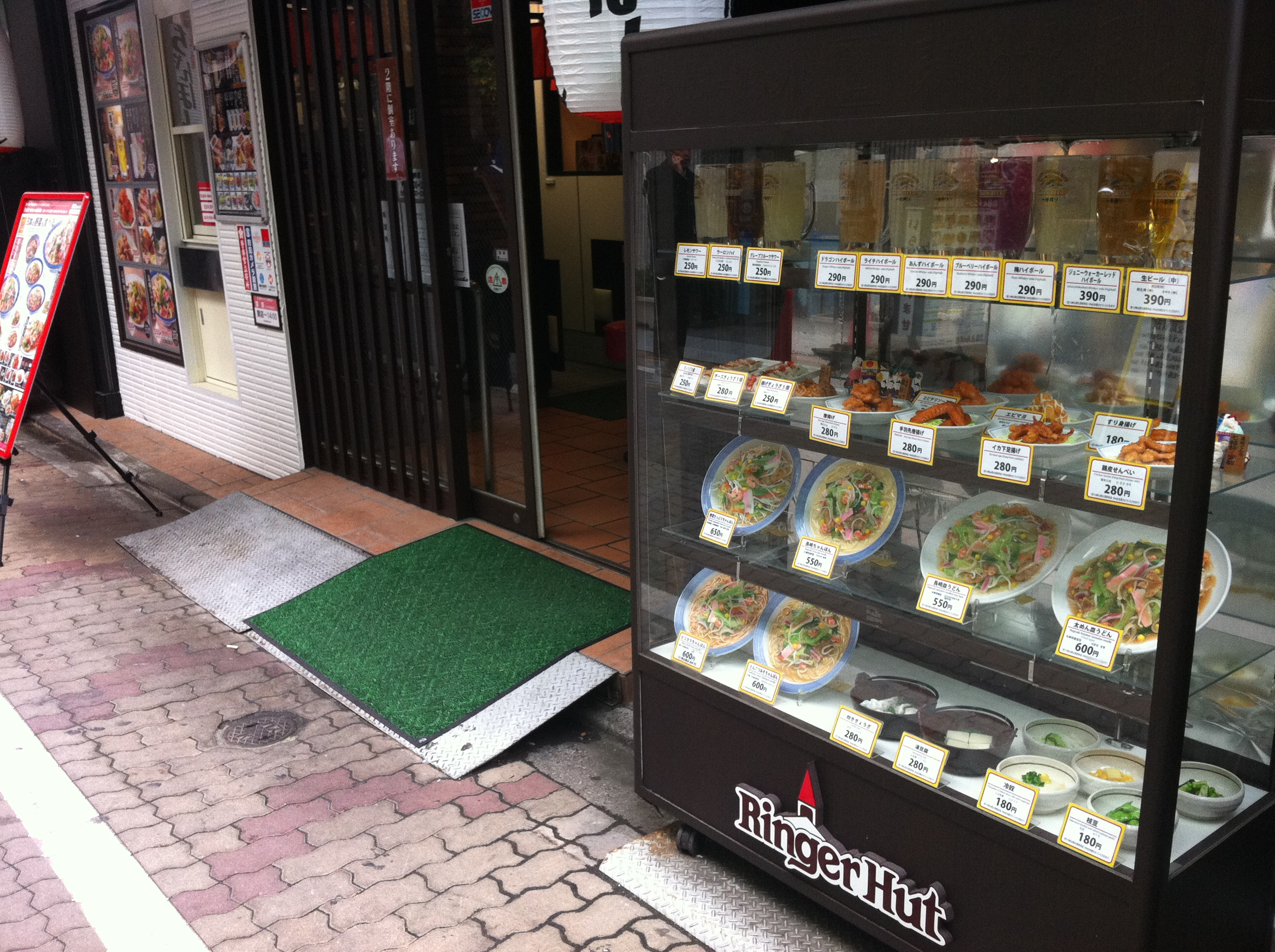
店舗入り口のマット（写真中央）

玄関マット（げんかんマット）は、施設や店舗などの建物の出入口（玄関）に敷くマット（敷物）。靴ぬぐいマットや靴拭きマットとも呼ばれる。
靴底を通じて室内に持ち込まれかねない埃・泥・雨水などを減らすため、設置されている。公共施設の場合にはつまずいたりしないよう、バリアフリーのためにも埋め込み式のマットが使われ、端部が固定される。
日本においては、玄関マットやモップなどのレンタルを行う「ダストコントロール業」という業種があり、1987年にはその統括団体「社団法人日本ダストコントロール協会」が設立された。
なお、家庭用としては玄関を上がった部分に敷くものをこう呼ぶ場合もある。

## ギャラリー

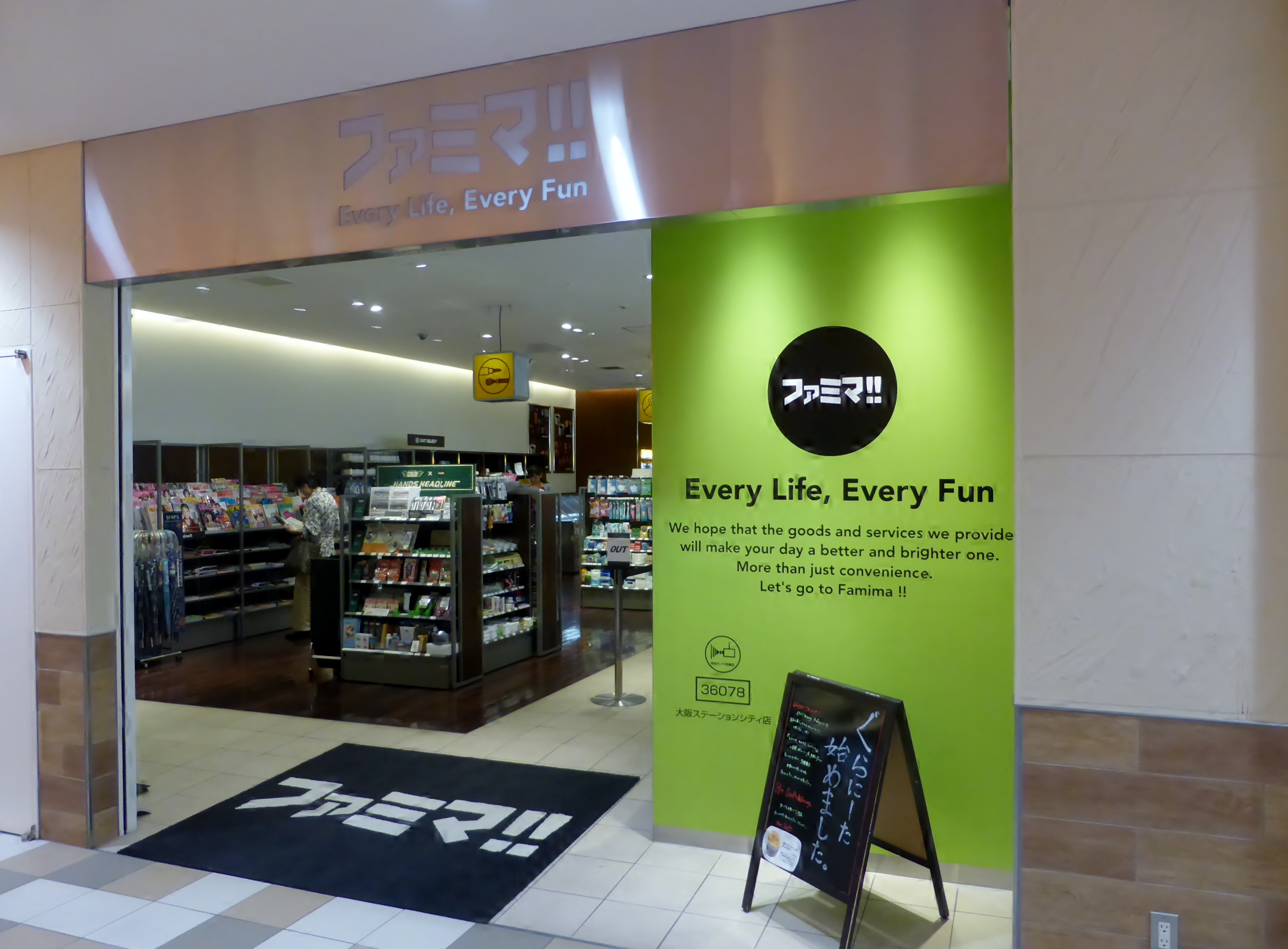
店名入り（ファミマ!!）
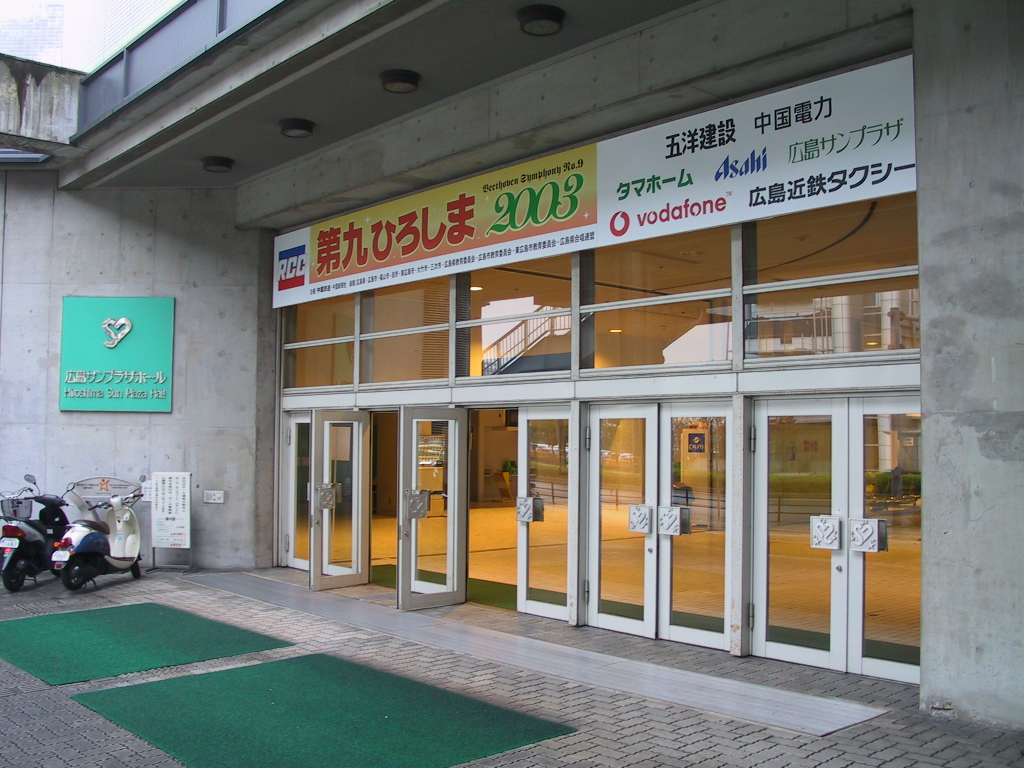
大判サイズ（広島サンプラザ）
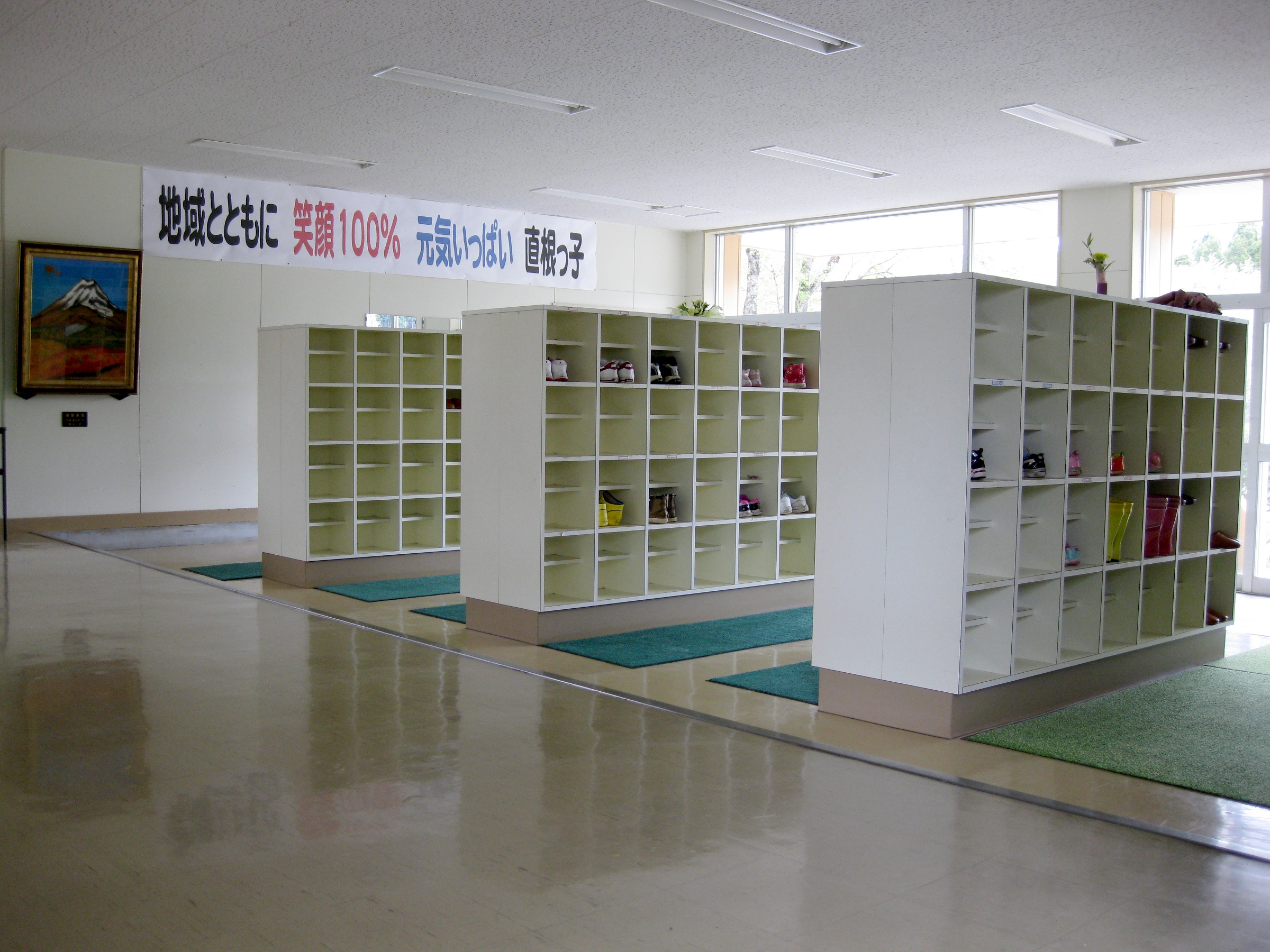
下駄箱（直根小学校）
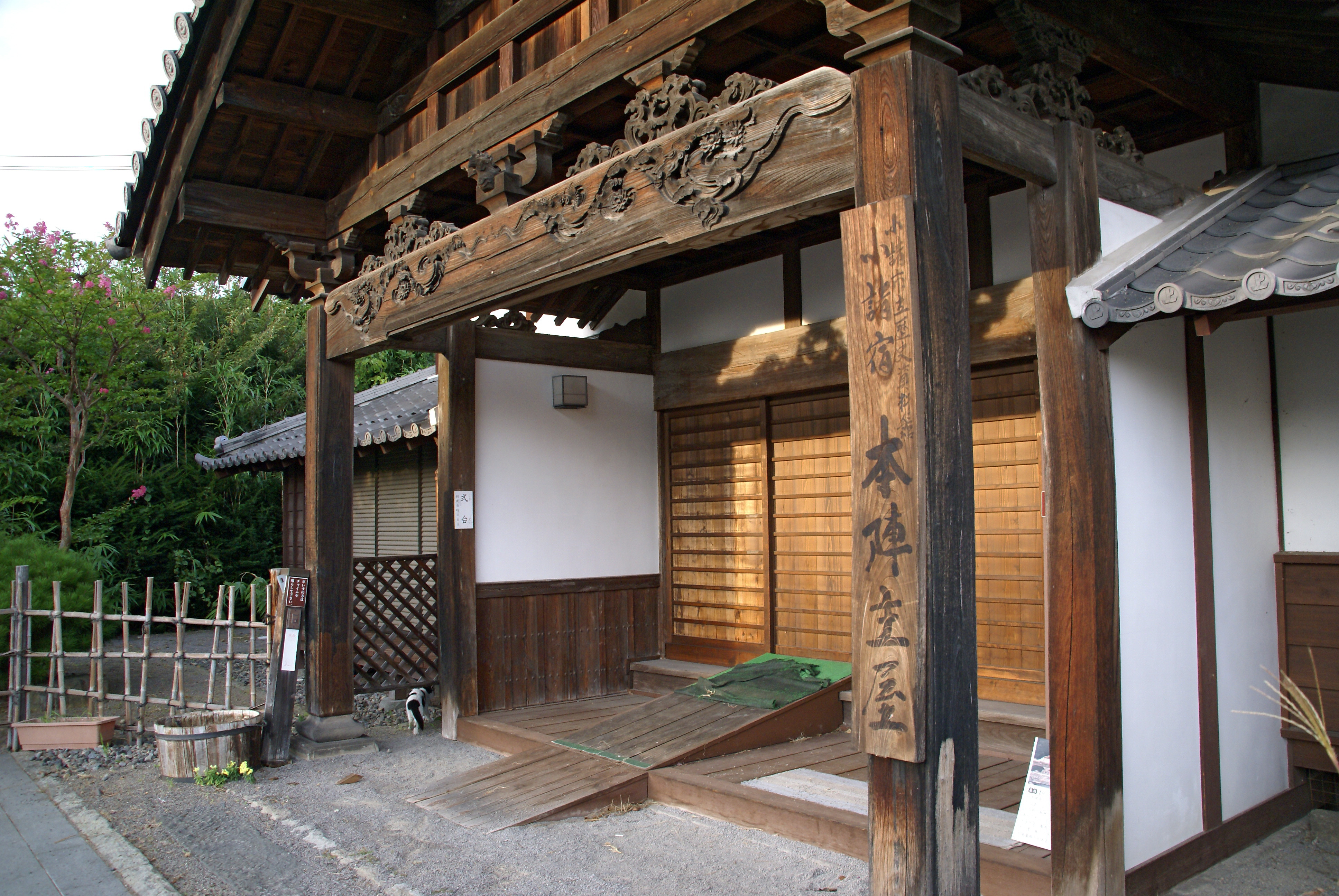
摩耗した例（小諸宿本陣主屋）